# Master Quality Authenticated
Master Quality Authenticated（MQA）是一种有损的音频压缩格式，用于将高质量的音频传输到智能手机或音频设备上。这项技术由Meridian Audio在2014年推出，现在由MQA Ltd.拥有和授权。MQA是一个专有系统，使用时需要支付授权费用。

## 历史
MQA的新闻发布会于2014年12月在伦敦举行，随后该公司于2015年1月在拉斯维加斯的消费电子展上举办了一个演示室。最初提供MQA解码的硬件制造商是Pioneer、Onkyo和Mytek。2016年5月，华纳音乐集团与MQA签署了长期授权协议。
RIAA在2016年5月宣布，MPEG-4 SLS和MQA有资格在其产品上使用Hi-Res MUSIC标志，尽管后者的标志是用于无损音频记录。到2017年，音乐发行公司华纳音乐集团、环球音乐集团、索尼音乐和Merlin Network已经同意将他们的一些录音制作成MQA格式。虾米音乐在2019年7月开始通过其SVIP服务提供MQA流媒体，然而该音乐服务于2021年2月终止。
2018年3月，发布MQA Live编码器盒，其目的是使用MQA压缩算法对现场音乐会进行流媒体播放。
2021年4月，互联网电台Radio Paradise开始在其频道上提供MQA。
2021年5月，苹果音乐流媒体服务宣布了无损音频服务，这被称为MQA的“丧钟”。

## 编解码器
MQA编码是有损的，它将高频段相对较少的能量分层压缩成数据流，利用专有的抖动技术嵌入到低频段中，允许明显降低采样率，从而减少文件大小。
经过一系列这样的“折纸”操作，原始音频的抖动和整形版本，连同修饰流（原始流和修改流之间的压缩差异），作为一个单一的24位流分发，其中最重要的比特被PCM音频占用，与非MQA播放设备兼容。根据不同的实现方式，可能只有13位被保留给PCM音频，低阶位被没有MQA解码器的设备渲染成噪音。
与标准格式的另一个区别是采样过程。音频流被采样并与一个三角函数进行卷积，然后在播放过程中进行内插。所采用的技术，包括以有限的创新率对信号进行采样，是由一些研究人员在前十年开发的，包括Pier Luigi Dragotti等人。
MQA编码的音频可以包含FLAC、ALAC或CD-DA等文件格式；因此，它可以在有或没有MQA解码器的系统上播放。在后者的情况下，所产生的音频包含高频噪声，占据了三个最不重要的比特，因此在非MQA设备上的播放有效地限制在13比特。尽管这样，MQA声称质量高于“正常”的48/16，因为有新的采样和卷积过程 。
除了MQA没有详细解释的采样和卷积方法外，其编码过程与XRCD和HDCD中使用的类似。
然而，与MP3和WMA等其他有损压缩格式不同，MQA的有损编码方法类似于aptX、LDAC和WavPack混合有损编码，它使用时域ADPCM和比特率降低，而不是基于心理声学模型的感知编码。

## 评价

### 正面评价
The Absolute Sound的编辑Robert Harley在2016年3月表示，MQA“将永远改变我们和未来几代人考虑数字音频的方式”。
Stereophile的编辑John Atkinson在2014年12月对MQA的推出作了如下表述：“在近40年的音频媒体活动中，我很少有机会感觉到我是在一个新世界的诞生现场。”
在2L唱片公司2015年宣布推出MQA重制的钢琴唱片时，公司老板Morten Lindberg说：“我和Bob一起花了很多时间听原版唱片，不断被MQA带来的难以置信的空间感和清晰度所惊讶”，相比之下，早期数字技术最初用于录音的缺点和不足。
在大西洋唱片公司宣布将销售使用MQA格式的唱片时，首席执行官Craig Kallman在2016年5月表示：“MQA使高分辨率的音乐可以轻松地流媒体或下载到任何设备。乐迷们听到后会喜欢上它，WMG很高兴能与MQA合作，在将高清晰度音乐带给全球消费者方面迈出下一步”。同样，当环球音乐集团在2017年2月宣布他们将以MQA格式销售歌曲时，公司高管Michael Nash说：“与MQA合作，我们正在与一个合作伙伴合作，其技术是流媒体高清晰度音频的最佳解决方案之一，而且不会要求乐迷为了方便而牺牲音质”。

### 负面评价
歌手兼音乐家Neil Young对MQA格式表示反感，说母带在编码为MQA时被“降级和操纵”，因此他在发现Tidal服务上的曲目未经他的许可被编码为MQA后，他从Tidal删除了他的音乐，批评华纳音乐集团将母带不比CD质量好的音乐编码为MQA。他还把这种格式定性为收取版权费的一种方式。
在网络论坛，如Audiophile Style论坛和音频杂志网站的评论中，已经有一些批评意见，一些作曲家在某些方面表示了关注。在超过80个详细的问题中，其中一些表达了这些担忧，这些被提交给Audiophile Style论坛的编辑，随后MQA的创造者Bob Stuart在一篇问答文章中详细解答。Audiophile Style论坛的编辑随后更新了这篇文章，并声明“Bob Stuart的大部分回答都被揭穿了，MQA技术现在被认为对唱片公司和MQA有限公司以外的人没有任何好处”。
音频产品制造商Schiit Audio宣布，它将不支持MQA，原因之一是对“……支持MQA意味着将整个录音行业交给一个外部标准组织”的理解。
在一篇题为"MQA is Bad for Music. Here's Why"的博客中，高保真音响制造商Linn Products批评了MQA的许可要求，声称MQA是“……试图控制并从供应链的每个部分提取收入，而不仅仅是控制他们拥有权利的内容。”在讨论了艺术家和消费者的几个缺点之后，Linn总结说，作为一个消费者，你将“……为同样的音乐支付更高的价格，你也将为你的高保真系统支付更多的费用。”
在对在线出版物Positive Feedback的采访中，工程师Andreas Koch对MQA提出了批评，因为它的算法和压缩有损失，同时还有许可要求；他还说，这样的格式 “不能解决目前世界上的任何问题”。Koch参与了超级音频CD的创建，直接流数字编解码器的开发，并且是音频产品制造商Playback Designs的联合创始人。
音频设备评论网站GoldenSound通过使用在Tidal上发布的作者创作的音轨来研究MQA。通过分析MQA转换前后的曲目，发现用MQA编码的文件改变了文件中封装的声音。GoldenSound推断，这种编码方法表明MQA一直在提供毫无根据的信息，说明他们的编码和格式是如何工作的。在与MQA联系要求澄清这些问题后不久，这些文件被从Tidal删除。MQA表示，所提供的文件不是抖动的，而是被截断的16位文件（意味着它们原来的比特率较高），导致了编码中的问题。GoldenSound对此提出异议，说他们已经测试了该音轨的抖动和非抖动。GoldenSound还报告了音频指纹验证技术的无效性，Neil Young和FredericV也遇到过这种情况。